# Praga Studios
Praga Studios je kancelářská budova v Praze 8 - Karlíně, v ulici Pernerova. Jejím investorem a developerem byla společnost Skanska Commercial Development Europe. Budovu postavila v letech 2017 - 2019 Skanska Pozemní stavitelství. Budova byla krátce po svém dokončení prodána za 55 mil. EUR společnosti CBRE Global Investors, která ji dlouhodobě spravuje. 
Hlavním nájemcem budovy je zdravotnická společnost Edwards Lifesciences. V Praga Studios dále sídlí Scott&Weber, Pipedrive a BizMachine. V přízemí budovy je oblíbená restaurace Spojka Karlín.
Budova o celkové pronajímatelné ploše 12.000 m² má mezinárodní environmentální certifikaci LEED určující úspory objektu v oblasti energií a životního prostředí, dále certifikát WELL určující kvalitu vnitřního prostředí. I

## Popis
Sedmipodlažní kancelářská budova Praga Studios byla postavena v místě bývalé továrny na automobily značky Praga. Architektonický návrh studia ADNS Architekti zachovává industriální genius loci jak na fasádě, tak v interiérech (vstupní atrium a schodiště ve společných prostorách budovy).  
Budova po svém dokončení získala vysoké hodnocení v rámci mezinárodní environmentální certifikace LEED a byla v roce 2019 vyhlášena čtvrtou nejzelenější kancelářskou budovou světa. Při stavbě budovy byly přednostně použity materiály z místních zdrojů, částečně recyklované a s malou uhlíkovou stopou při transportu. Úspory elektrické energie dosahují téměř 50 % a úspory pitné vody více než 40 % běžné spotřeby.  
Novostavba má ve svém středu atrium vhodné pro umělecká vystoupení (koncerty, divadelní představení a výstavy). V jeho středu je trvale umístěno oranžové pianino, které je k dispozici nájemcům i návštěvníkům budovy.
Část střechy je upravena jako pobytová terasa pro nájemce. V další, uzavřené části střechy jsou umístěny včelí úly.

## Ocenění
Budova Praga Studios získala tato ocenění: 
- CIJ Awards – Best office development of the Year 2019

- HOF Awards – Best office development of the Year 2019

- Best of Realty 2019 – Nová administrativní centra a Environmentální projekt roku 2019[7]